# Banca Valsabbina
Banca Valsabbina (Banca Valsabbina Società Cooperativa per Azioni) è un gruppo bancario italiano di origine cooperativa e caratterizzato da un forte radicamento locale, in particolare è la principale banca popolare della provincia di Brescia. A gennaio 2025, dispone di settantatre filiali complessive presenti in Emilia-Romagna, Lombardia, Piemonte, Trentino-Alto Adige e Veneto.

## Storia

### Origini
Verso la seconda metà del XIX secolo, alcuni abitanti di Vestone e Nozza decidono di fondare la "Società di Mutuo soccorso Libertà, Uguaglianza, Umanità di Vestone" come forma di tutela degli operai e degli artigiani della Valle Sabbia, in caso di infortuni e malattie.
Il 3 giugno 1883, i cittadini si riuniscono in assemblea a Vestone con l'obiettivo di creare un fondo assistenziale costituito dalla somma di singole quote associative. Quattordici anni dopo, nel 1897, nasce il progetto di creare una banca.

### Fondazione e sviluppo
Il 5 giugno 1898 viene costituita la Cassa Cooperativa di Credito Valsabbina, società anonima cooperativa a responsabilità limitata e con capitale illimitato.
Nel marzo 1941 cambiò ragione sociale assumendo la denominazione Banca Cooperativa Valsabbina.
Il 26 giugno 1949, la Banca assume la denominazione di Banca Cooperativa Valsabbina – Società cooperativa a responsabilità limitata.
Nel 2000 viene acquisita la Cassa Rurale di Storo, in provincia di Trento.
La società viene rinominata in Banca Valsabbina SCpA a seguito di delibera dell'Assemblea Straordinaria dei soci nel 14 maggio 2005.
Il 26 aprile 2011, viene acquistato l'istituto bancario Credito Veronese dalla Cassa di Risparmio di Ferrara e in data 14 dicembre 2012, viene fuso per incorporazione.
Nel 2017 vengono acquisite sette filiali da Hypo Bank oltre a un portafoglio crediti di circa 150 milioni di euro.
Nell'aprile 2023 Banca Valsabbina sigla un accordo con Arkios Italy per passare dal 26% al 78% del capitale di Integrae Sim e rilevarne la maggioranza.